# Shmagui Bolkvadze
Shmagui Bolkvadze (en georgiano: შმაგი ბოლქვაძე; Julo, 26 de julio de 1994) es un deportista georgiano que compite en lucha grecorromana.
Participó en los Juegos Olímpicos de Río de Janeiro 2016, obteniendo una medalla de bronce en la categoría de 66 kg. En los Juegos Europeos de Minsk 2019 obtuvo una medalla de plata en la categoría de 67 kg.
Ganó cuatro medallas en el Campeonato Europeo de Lucha entre los años 2016 y 2022.

## Palmarés internacional
| Juegos Olímpicos   | Juegos Olímpicos        | Juegos Olímpicos  | Juegos Olímpicos |
| Año                | Lugar                   | Medalla           | Categoría        |
| ------------------ | ----------------------- | ----------------- | ---------------- |
| 2016               | Río de Janeiro (Brasil) | Medalla de bronce | 66 kg            |
| Juegos Europeos    |                         |                   |                  |
| Año                | Lugar                   | Medalla           | Categoría        |
| 2019               | Minsk (Bielorrusia)     | Medalla de plata  | 67 kg            |
| Campeonato Europeo |                         |                   |                  |
| Año                | Lugar                   | Medalla           | Categoría        |
| 2016               | Riga (Letonia)          | Medalla de bronce | 66 kg            |
| 2018               | Kaspisk (Rusia)         | Medalla de plata  | 67 kg            |
| 2021               | Varsovia (Polonia)      | Medalla de oro    | 72 kg            |
| 2022               | Budapest (Hungría)      | Medalla de plata  | 72 kg            |